# Vincenzo D'Anna (1831)
Vincenzo D'Anna (Terranova di Sicilia, 1º ottobre 1831 – Roma, 27 giugno 1902) è stato un politico italiano.
Fu senatore del Regno d'Italia nella XVIII legislatura.